# Caudron C.510
Dimensions
Le Caudron C.510 Pélican était un avion de tourisme quadriplace  construit par la Société des avions Caudron en France durant l’entre-deux-guerres. Il était dérivé du Caudron C.282/8 « Phalène ». Monoplan à aile haute, il avait une structure en bois et acier, et un revêtement en toile et contreplaqué. Le prototype, immatriculé « F-ANCI », a effectué son premier vol en septembre 1934. Il conservait l’empennage du « Phalène ».